# エフェスト
エフェスト（Ephesto、1965年6月10日 - ）は、メキシコのプロレスラー。ドゥランゴ州ゴメスパラシオ出身。
弟はCMLLに所属するルシフェルノ。

## 来歴
1982年、パンテーラ・デル・リング（Pantera del Ring）のリングネームでプロレスラーデビューを果たす。
地元であるゴメスパラシオを拠点するAOL（Lucha Libre en la Arena Olímpico Laguna）などのインディー団体で活動後、メキシコのメジャー団体であるCMLLと契約を交わし入団。
1992年7月、アントニオ・ペーニャが独立して旗揚げしたもうひとつのメジャー団体であるAAAに移籍。ボラドール、ミステリオッソなどのレスラーと組んで試合に出場。
1995年6月1日、ラテン・ラヴァーとタッグを組んでメキシカンナショナルタッグ王座を保持するフェルサ・ゲレーラ & フベントゥ・ゲレーラに挑戦して勝利し、ベルトを奪取。9月、AAAから退団。
1996年8月9日、コナンが主宰するインディー団体であるプロモ・アステカに移籍。ルードとして活動し、1997年2月より開始されたアステカミドル級王座争奪トーナメントに出場。決勝まで進出し、3月7日に行われた3wayマッチにてブラック・ドラゴン、アンヘル・アステカと対戦して勝利し、王座を戴冠。
1998年1月9日、アステカカップでは優勝するに至らず。11月にプロモ・アステカの崩壊と共に退団。
2000年、CMLLに復帰し、リングネームをサファリ（Safari）へと変更。フェリーノとのコンビで活動するも中々活躍する機会がなかったものの2001年3月30日、Homenaje A Dos Leyendas 2001にてミステル・ニエブラ & オリンピコと組んでメキシカンナショナルトリオ王座を保持するブルー・パンテル & エル・シグノ & フェルサ・ゲレーラに挑戦して勝利し、ベルトを奪取。4月より開始されたTorneo de Triosではミステル・ニエブラ & オリンピコと組んで出場し、同月10日に行われた決勝ではロス・グアポス（バスティア・サルバヘ & エミリオ・チャールズ・ジュニア & スコルピオ・ジュニア）に勝利して優勝を飾る。
2002年2月、エル・サタニコ率いるルードユニットであるロス・インフェルナレスと抗争を開始。6月23日、メキシカンナショナルトリオ王座を懸けて決着戦を行うも敗戦し、王座から陥落した。メキシカンナショナルトリオ王座陥落後、オリンピコやCMLL復帰後パートナーだったフェリーノなどと組んで活動。
2003年12月5日、フェリーノ & ボラドール・ジュニアと組んでメキシカンナショナルトリオ王座を保持するアラン・ストーン & スペル・クレイジー & ズンビードと対戦して勝利し、ベルトを奪取。
2005年11月、ギミックをCMLL伝統の謎のマスクマンであるオンブレ・シン・ノンブレ（Hombre Sin Nombre）へと変更してサングレ・アステカの相棒として登場。12月にはサファリとして新日本プロレスに参戦する為初来日を果たし、Battle Final 2005にサングレ・アステカとのタッグで出場。同月7日、安沢明也 & 金本浩二と対戦して最後にサングレ・アステカが安沢へアステカ・スペシャルを決めて勝利した。
2006年12月、ギリシャ神話のヘーパイストスのギミック、エフェスト（Ephesto）へと変更。アベルノ & メフィストの仲間となり、ラ・トリアダ・デル・テラー（La Triada del Terror）なるトリオユニットを結成。
2008年10月、エル・テリブレ、エル・テハノ・ジュニア、ミステリオッソ・ジュニアを迎えてロス・イホ・デル・アベルノ（Los Hijos del Averno）へとユニット名を変更。
2009年5月26日、Martes Arena MexicoにてCMLL世界ライトヘビー級王座を保持するレイ・ブカネロに挑戦。勝利してベルトを奪取。
2011年3月、CMLL世界トリオ王座を保持するラ・ジェネレーション・ドラダ（ラ・マスカラ & ラ・ソンブラ & マスカラ・ドラダ）と抗争を展開。7月23日、CMLL on Televisaにてラ・ジェネレーション・ドラダに挑戦。終盤でアベルノとラ・マスカラの一騎討ちとなり、最後にカンパーナでギブアップを奪い勝利。ベルトを奪取。同月30日、覆面MANIA 18に参戦。アルカンヘル & OKUMURAと組んでミステル・カカオ & ストゥーカ & バリエンテと対戦して勝利。
2014年4月27日、Guerreros del Ringにて行われたReyes del Aire 2014トルネオ・シベルネティコに出場。メフィストと結託してアベルノをアシストするも勝利する事ができず、この試合を最後にアベルノはCMLLから退団した。
2015年2月3日、CadenaTresにてポルボラ & モルフォシス & オンブレ・シン・ノンブレ vs フエゴ & ペガッソ & トゥリトンの試合後、オンブレ・シン・ノンブレがバックステージにて新たなマスクを着用して登場するとルシフェルノを名乗りアベルノが退団してメフィストと2人で活動していた事から新たなパートナーである事を宣言してメンバー入り。ロス・イホ・デル・インフェルノ（Los Hijos del Infierno）を結成。8月9日、Titanes del Ringにてメキシカンナショナルトリオ王座を保持するロス・レイエス・デ・ラ・アトランティーダ（アトランティス & デルタ & ゲレーロ・マヤ・ジュニア）に挑戦。最後にメフィストがアトランティスへデビルウィングスを決めて勝利。ベルトを奪取した。

## 得意技
- ラ・サファリーナ

変型ジャベ
- ショルダーブリーカー
- ファーアウェイ・スラム
- トペ・スイシーダ

## 獲得タイトル
AAA
- メキシカンナショナルタッグチーム王座 : 1回

w / ラテン・ラヴァー
CMLL
- メキシカンナショナルトリオ王座 : 3回

w / メフィスト & ルシフェルノ
w / オリンピコ & ミステル・ニエブラ
w / ボラドール・ジュニア & フェリーノ
- CMLL世界ライトヘビー級王座 : 1回
- CMLL世界トリオ王座 : 1回

w / アベルノ & メフィスト
プロモ・アステカ
- アステカミドル級王座 : 1回